# مشروع مقاطعة واشنطن للتلفاز التربوي مغلق الدائرة
مشروع تلفزة الدوائر المغلقة للتربية في مقاطعة واشنطن كان أول شبكة للدوائر التلفزيونية المغلقة في مساعدة تدريس المدارس الابتدائية عن طريق استخدام البرامج التلفزيونية.

## التاريخ
كان لدى وليام م. بريش فكرة في عام 1956 لتجربة تدريس الصفوف من الروضة حتى الصف الثاني عشر باستخدام التعليم عن طريق البث التلفزيوني المباشر والبرامج المسجلة مسبقًا. كان المشرف على مدارس مقاطعة واشنطن ،، في ذلك الوقت ميريلاند . أطلق على المشروع اسم «التجربة الرائدة». تم تمويله من قبل جمعية الصناعات الإلكترونية وصندوق النهوض بالتعليم التابع لمؤسسة فورد ((كانت شركة تشيسابيك وبوتوماك للهواتف) أيضًا مشاركة جزئيًا في التمويل). ). كانت تكلفة البرنامج مليوني دولار وتم توزيعه على مدى خمس سنواتسنوات (1956-1961). ساهم صندوق مؤسسة فورد مع جمعية الصناعات الإلكترونية بنحو 200.000 دولار سنويًا في المشروع على مدى فترة الخمس سنوات. أعطت هاتان المنظمتان ما يقارب 1،500،000 دولار للمشروع في السنوات الخمس التي كان يعمل فيها.

## المعدات
تم توفير المعدات الإلكترونية المتعلقة بالتلفاز مجانًا من قبل 75 مصنعًا من خلال اتحاد الصناعات الإلكترونية. وقدرت هذه المعدات بحوالي 300000 دولار. في صيف عام 1956، تم إنشاء نظام الكابلات المحورية وربطها بواسطة شركة بيل للهواتف. كانت ثمانية مدارس في مقاطعة واشنطن هي المدارس الابتدائية الأولى التي تستخدم شبكة الدوائر التلفزيونية المغلقة في تعليم الطلاب باستخدام التلفاز التعليمي.  خدم نظام الدائرة المغلقة الأولي حوالي 6000 تلميذ من ثماني مدارس ابتدائية. تم ربط جميع المدارس الابتدائية العامة الخمس والأربعين في مقاطعة واشنطن بنظام الدائرة المغلقة بحلول سبتمبر 1963.  تم اختيار طلاب الكلية المبتدئين لتشغيل الكاميرات وتشغيل البرامج التليفزيونية التعليمية. يتطلب المشروع أكثر من 125 ميلاً من الكابلات المحورية، التي تم تدعيمها من قبل شركة بيل للهواتف مع المعدات المرتبطة المطلوبة.

## الدمى
ساهم استخدام عروض الدمى في شاشات التلفزيون في انتشاره بين طلاب المدارس الابتدائية. جسدت الدمى عادات صحية، روايات قصصية ومواضيع عيد الميلاد. 

## الجوائز
فاز مشروع التلفاز التربوي للدائرة المغلقة في مقاطعة واشنطن عام 1958 على جائزة مؤسسة توماس ألفا إديسون الوطنية لوسائل الإعلام لتجربة التلفاز التربوي في تدريس طلاب المدارس الابتدائية. 